# Norðradalur
Norðradalur [ˈnoːɹaˌdɛalʊɹ] és una localitat situada a la costa oest de l'illa de Streymoy, a les illes Fèroe. Forma part del municipi de Tórshavn, capital de l'arxipèlag. L'1 de gener de 2021 tenia només 9 habitants.
La localitat està situada a la badia d'Á Dølunum, a la costa oest de l'illa de Streymoy i a 10 quilòmetres de Tórshavn, la capital de l'arxipèlag. Assentada en una petita vall a uns 50 metres per sobre de la línia de la costa, l'envolten muntanyes d'entre 400 i 500 metres, com el Tungulidfjall, de 535 metres situat al sud-est del poble. Al nord de Norðradalur hi ha el Núgvan, de 667 metres.

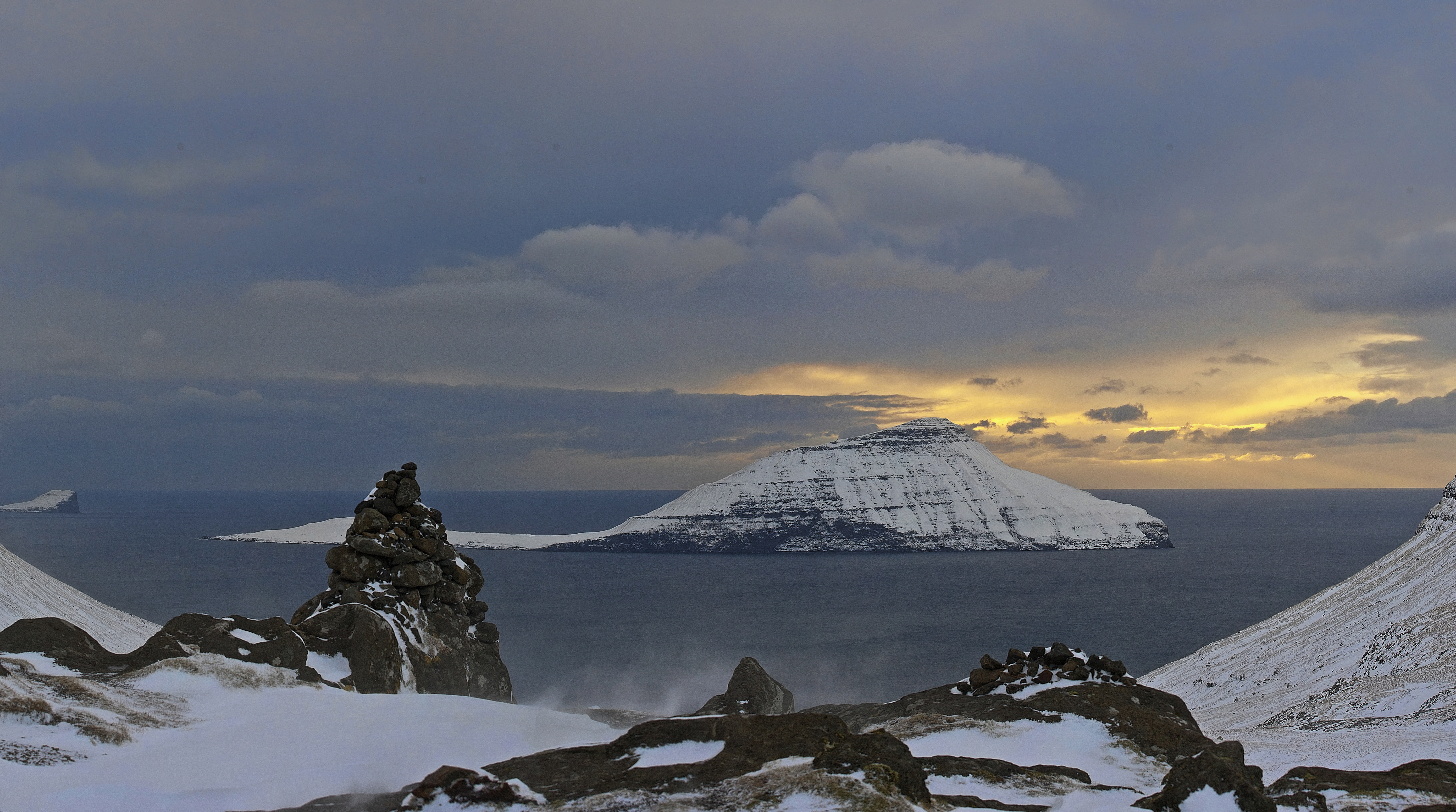
L'illa de Koltur des de Norðradalur.

Des d'aquí hi ha unes vistes magnífiques de l'illa de Koltur.
El seu nom significa "vall del nord". i es contraposa amb el nom de la localitat veïna més propera, Syðradalur. que significa "vall del sud". Malgrat la proximitat d'ambdós nuclis, no estan comunicats entre si. Està projectada la construcció del Syðradalstunnilin, un túnel que ha de connectar les dues localitats.
Norðradalur apareix per primer cop en un document el 1584. Entre 1930 i 1978 va pertànyer al municipi de l'Extraradi de Tórshavn. Entre 1978 i 1997 va formar part del municipi d'Argir, i des de 1997 forma part del de Tórshavn, quan Argir s'hi va agregar.